# Percy Quin
Percy Edwards Quin, född 30 oktober 1872 i Amite County, Mississippi, död 4 februari 1932 i Washington, D.C., var en amerikansk politiker (demokrat). Han var ledamot av USA:s representanthus från 1913 fram till sin död.
Quin efterträdde 1913 William A. Dickson som kongressledamot. Han avled 1932 i ämbetet och gravsattes på Natchez City Cemetery i Natchez i Mississippi.